# Ana Milán
Ana Milán (née Ana Belén García Milán le 3 novembre 1973 à Alicante) est une actrice, présentatrice, mannequin, journaliste et écrivaine espagnole.
Elle a joué dans plusieurs séries notamment Physique ou Chimie en incarnant la professeure Olivia (Olimpia en version originale espagnole), yo soy Bea incarnant Sandra De La Vega et également caméra café en incarnant Victoria De La Vega.

## Vie privée
Elle s'est mariée avec l'acteur Paco Morales et de leur union est né leur fils Marco en 2002.
En juillet 2014, Ana se marie avec l'acteur Fernando Guillen Cuervo.

## Biographie
Elle a commencé sa carrière comme top modèle, puis a suivi des études de journalisme avant de travailler pour des journaux espagnol comme La Tribuna.

## Filmographie

### À la télévision
- 2005-2009 : Caméra Café (en) de Luis Guridi : Victoria de la Vega
- 2006-2007 : Je suis Béa de Mapi Laguna : Sandra de la Vega
- 2008-2011 : Physique ou Chimie de Carlos Montero : Olimpia ( Olivia en VF)  Díaz Centeno
- 2009 : Fibrillation de Luis Guridi : Victoria de la Vega
- 2012 : L'espionne de Tanger  : Berta Sterling

### Au cinéma
- 2009 : Al final del camino
- 2010 : Toy Story 3
- 2011 : El hombre de las mariposas
- 2012 : Muertos de Amor
- 2021 : Plus on est de fous de Paco Caballero : L'hôtesse

## Musiques
- Cuando lloras - Physique ou Chimie 2010.
- Cuando estamos juntos - Toy Story 3 2010.

## Théâtre
- Los irrepetibles de Amstel (2007).
- 5mujeres.com (2002-2005)
- El diario de Adán y Eva (2013)

## Programmes TV (présentatrice)
- Caiga quien caiga (présentatrice) (2010-2011) Cuatro.
- Password (présentatrice) (2008-2010) Cuatro.
- Pasapalabra (2007-2008) Participation par 4 invitations.
- Los irrepetibles de Amstel (2006 - 2007) La Sexta.
- Nunca has roto un plato (2005-2006) Émission de cuisine.
- La central (2004-2005)

## Livres
- Sexo en Milán